# Sweepstake
Sweepstake is een term die gebruikt wordt binnen de marketing en houdt verband met promotionele acties. Men spreekt van een sweepstake wanneer er aan ten minste drie elementen wordt voldaan, te weten:
- Trekking vooraf
- Deelname mogelijk zonder bestel- of koopverplichting
- Geen inleg door de ontvanger.

Daarnaast moet er gegarandeerd worden dat de wettelijke bepalingen, die misleiding van het publiek moeten tegengaan en openheid moeten creëren, juist worden nageleefd.

## Werkwijze van sweepstakes
Sweepstakes zijn herkenbaar aan acties waarbij unieke nummers worden toegezonden aan potentiële winnaars die vervolgens geretourneerd moeten worden zodat de adverteerder kan verifiëren of het nummer winnend is.
Behalve retourneren is het ook mogelijk dat de potentiële winnaar met het nummer dat men toegezonden heeft gekregen naar een winkel of showroom moet gaan, zodat daar het betreffende nummer geverifieerd kan worden.
Naast nummers die van tevoren door de adverteerder of notaris als winnend zijn aangesteld bestaan er ook andere varianten. Zo kunnen ook adressen of tijdstippen waarop de potentiële winnaar dient te reageren zijn vastgelegd.

## Voorbeelden van sweepstakes
De iPod-actie van Lays in januari en februari 2006 waarbij codes te vinden waren in zakken chips. Hierbij gaf Lays ieder uur één iPod weg. Niet de code van de potentiële winnaar maakt dat iemand de prijs kan winnen, maar het tijdstip waarop een willekeurige code, wel verkregen uit een Lays-chipszak, wordt ingevoerd op de website.
Zo zijn er van tevoren diverse tijdstippen vastgesteld. De persoon die als eerste op of na dat tijdstip de code invoert, wint de prijs.
De Carisma-actie van Mitsubishi in 1997 waarbij men een Carisma-advertentie op het raam diende te plakken. Carisma had daarbij vooraf diverse adressen als potentieel winnend aangewezen. Daarna werd gekeken of er op die adressen daadwerkelijk de Carisma-advertentie voor het raam hing.